# Episodi di Doctor Who (serie televisiva 2005) (dodicesima stagione)
La dodicesima stagione della nuova serie televisiva Doctor Who, composta da 10 episodi più uno speciale, va in onda a partire dal 1º gennaio fino al 1º marzo 2020 su BBC One. In Italia è andata in onda dal 14 al 19 giugno 2020 su Rai 4. L'episodio speciale che funge da continuazione al finale di stagione, Revolution of the Daleks, è inedito in Italia.
Protagonista della stagione è il Tredicesimo Dottore, interpretata da Jodie Whittaker, assieme ai suoi compagni: Graham O'Brien (Bradley Walsh), Ryan Sinclair (Tosin Cole) e Yasmin Khan (Mandip Gill).
| n° | Titolo originale               | Titolo italiano                      | Prima TV UK      | Prima TV Italia |
| -- | ------------------------------ | ------------------------------------ | ---------------- | --------------- |
| 1  | Spyfall: Part One              | Spyfall - Parte prima                | 1º gennaio 2020  | 14 giugno 2020  |
| 2  | Spyfall: Part Two              | Spyfall - Parte seconda              | 5 gennaio 2020   | 14 giugno 2020  |
| 3  | Orphan 55                      | Orphan 55                            | 12 gennaio 2020  | 15 giugno 2020  |
| 4  | Nikola Tesla's Night of Terror | La notte del terrore di Nikola Tesla | 19 gennaio 2020  | 15 giugno 2020  |
| 5  | Fugitive of the Judoon         | In fuga dai Judoon                   | 26 gennaio 2020  | 16 giugno 2020  |
| 6  | Praxeus                        | Praxeus                              | 2 febbraio 2020  | 16 giugno 2020  |
| 7  | Can You Hear Me?               | Puoi sentirmi?                       | 9 febbraio 2020  | 17 giugno 2020  |
| 8  | The Haunting of Villa Diodati  | I fantasmi di Villa Diodati          | 16 febbraio 2020 | 17 giugno 2020  |
| 9  | Ascension of the Cybermen      | L'ascensione dei Cybermen            | 23 febbraio 2020 | 18 giugno 2020  |
| 10 | The Timeless Children          | I bambini senza tempo                | 1º marzo 2020    | 19 giugno 2020  |

## Spyfall - Parte prima
- Titolo originale: Spyfall: Part One[N 1]
- Diretto da: Jamie Magnus Stone
- Scritto da: Chris Chibnall

### Trama
Numerosi agenti segreti vengono attaccati in diverse parti del mondo da delle creature che si materializzano attraverso le pareti. Il Dottore e i suoi compagni vengono convocati da C, capo dell'MI6, per investigare gli omicidi: gli indizi sembrano condurre a Daniel Barton, proprietario di una grande multinazionale di tecnologia e comunicazione. Il Dottore contatta O, un agente incaricato di monitorare attività extraterrestri. C viene assassinato dalle creature e il Dottore e i suoi compagni fuggono.
Yaz e Ryan, sotto copertura come giornalisti, investigano su Barton, che li invita alla sua festa di compleanno. Graham e il Dottore raggiungono O nel deserto australiano dove sopravvivono a un attacco delle creature, i Kasaavin, e il Dottore riesce a rinchiuderne una in una gabbia. Ryan e Yaz, che si sono infiltrati nell'ufficio di Barton, vengono anche loro attaccati dai Kasaavin e la ragazza viene catturata. L'alieno imprigionato dal Dottore riesce a liberarsi scambiandosi di posto con Yaz.
Il Dottore, i suoi compagni e O si recano alla festa di Barton per investigare su di lui. Disturbato dalle domande del Dottore, Barton fugge. Il Dottore e i compagni lo inseguono, prima con delle motociclette, poi salendo sul suo aereo privato. Una volta in volo, O rivela di essere in realtà il Maestro, il vero responsabile delle azioni di Barton e dei Kasaavin. Il Maestro si teletrasporta nel suo TARDIS insieme a Barton, lasciando una bomba a bordo del velivolo. Il Dottore viene catturata da un Kasaavin, mentre la bomba esplode lasciando Graham, Yaz e Ryan sull'aereo che sta precipitando.
- Altri interpreti: Sacha Dhawan (O/il Maestro), Lenny Henry (Daniel Barton), Stephen Fry (C), Struan Rodger (Voce dei Kasaavin)

## Spyfall - Parte seconda
- Titolo originale: Spyfall: Part Two
- Diretto da: Lee Haven Jones
- Scritto da: Chris Chibnall

### Trama
Nella dimensione dei Kasaavin, il Dottore incontra Ada Lovelace con la quale ritorna sulla Terra nella Londra del 1834, dove incontra Charles Babbage. Il Maestro raggiunge il Dottore ma Ada riesce a metterlo in fuga. Il Dottore evoca un Kasaavin sperando di essere riportata nel XXI secolo, ma Ada le prende la mano trasportandosi con lei.
Sull'aereo, Ryan trova una serie di istruzioni lasciate dal Dottore che gli permettono di fare atterrare l'aereo in sicurezza. Barton incastra Graham, Yaz e Ryan come criminali manipolando i loro dati in rete e i tre sono costretti a fuggire. Il Dottore e Ada si ritrovano a Parigi nel 1943, durante la Seconda guerra mondiale, e si nascondono da una squadra nazista capitanata dal Maestro in casa di Noor Inayat Khan. Il Dottore e il Maestro si danno appuntamento in cima alla Torre Eiffel: il Maestro rivela che, una volta distrutta l'umanità, si sbarazzerà di Barton e dei Kasaavin e che Gallifrey è stata distrutta. Il Dottore fa saltare la copertura del Maestro, che viene arrestato, e usa il suo TARDIS per tornare nel presente con Ada e Noor.
Barton tiene una conferenza in cui spiega che i Kasaavin vogliono riscrivere il DNA della razza umana per utilizzarlo come un hard disk, cancellando le menti delle persone nel processo. I Kasaavin mettono in moto il loro piano ma vengono respinti. Arriva il Dottore che spiega di avere impiantato un virus nel dispositivo che gli alieni hanno usato come catalizzatore. Inoltre ha registrato la conversazione avvenuta sulla Torre Eiffel nel suo cacciavite sonico: il Maestro, rimasto nascosto sulla Terra per 77 anni, viene catturato dai Kasaavin, furiosi per il tradimento, ed esiliato nella loro dimensione.
Il Dottore, tornando indietro nel tempo, installa nell'aereo di Barton le istruzioni che verranno usate da Ryan, poi riporta Ada e Noor nelle loro epoche. Si reca infine su Gallifrey che trova in rovina. In un messaggio olografico, il Maestro rivela di essere il responsabile della distruzione, come punizione per una terribile menzogna relativa alla fondazione della civiltà gallifreyana.
- Altri interpreti: Sacha Dhawan (Il Maestro), Lenny Henry (Daniel Barton), Sylvie Briggs (Ada Lovelace), Aurora Marion (Noor Inayat Khan), Mark Dexter (Charles Babbage)

## Orphan 55
- Titolo originale: Orphan 55
- Diretto da: Lee Haven Jones
- Scritto da: Ed Hime

### Trama
Il Dottore, Ryan, Yaz e Graham vengono trasportati, grazie a una vacanza premio, dal TARDIS alla Tranquility Spa, una "fakation" ospitata all'interno di una cupola costruita in un desolato pianeta "orfano". In apparenza pacifica sulle prime, la costruzione viene presto invasa da dei mostri umanoidi chiamati Dregs, con il proposito di distruggere il sistema di sicurezza del luogo. Molti ospiti e dipendenti della struttura vengono uccisi prima che il Dottore ristabilisca il campo di sicurezza della cupola. I sopravvissuti lasciano la struttura per salvare un ospite sopravvissuto da essa fuoriuscito, ma i Dregs li conducono a una trappola e il gruppo si ritira in un tunnel per ritornare alla costruzione. Una volta arrivati, uno degli ospiti, Bella, rivela il proposito di distruggere la struttura, come vendetta nei confronti della madre Kane, che ha costruito la Tranquility Spa e ignorato la sua infanzia. Il Dottore scopre che il pianeta orfano è in realtà la Terra del futuro, dopo anni di cambiamenti climatici e guerre e che i Dregs sono gli esseri umani sopravvissuti mutanti. Kane e Bella si sacrificano per distruggere la struttura e proteggere i sopravvissuti, così il Dottore e i suoi compagni possono ritornare al TARDIS.
- Altri interpreti: James Buckley (Nevi), Laura Fraser (Kane), Gia Lodge-O'Meally (Bella), Julia Foster (Vilma), Amy Booth-Steel (Hyph3n), Will Austin (Vorm), Colin Farrell (Benni), Lewin Lloyd (Sylas)

## La notte del terrore di Nikola Tesla
- Titolo originale: Nikola Tesla's Night of Terror
- Diretto da: Nida Manzoor
- Scritto da: Nina Métivier

### Trama
Nel 1903 Nikola Tesla sta lavorando a un sistema di trasmissione di energia senza fili. Si imbatte in una piccola sfera orbitante e una figura in mantello gli spara. Il Dottore arriva e aiuta Tesla a scappare a bordo di un treno diretto a New York. Fuori dal laboratorio di Tesla, il gruppo si imbatte in una folla di manifestanti, incitati da Thomas Edison a opporsi al lavoro di Tesla ritenendolo pericoloso. Il Dottore, Graham e Ryan visitano il laboratorio di Edison, dove giunge il personaggio ammantato, che ne stermina i dipendenti. Il Dottore tenta di avvertire Tesla e Yaz, tornando al suo laboratorio, ma i due vengono catturati e teletrasportati su di un'invisibile astronave aliena. Il veicolo spaziale è comandato dalla Regina di Skithra, che pretende che loro riparino e perfezionino la sua astronave. Il Dottore si teletrasporta sulla nave, mentre Tesla e Yaz ritornano al laboratorio. Il Dottore intima alla Regina di andarsene, ma questa rifiuta, minacciando che se non avrà Tesla, la Terra sarà distrutta. Tesla e il Dottore collegano allora il TARDIS alla Wardenclyffe Tower. La torre si attiva e le bobine elettriche colpiscono l'astronave, costringendola a lasciare la Terra. Yaz apprende che, sebbene Tesla abbia aiutato a salvare la Terra, la sua reputazione nel futuro rimarrà inalterata.
- Altri interpreti: Goran Višnjić (Nikola Tesla), Robert Glenister (Thomas Edison), Anjli Mohindra (Regina Skithra), Haley McGee (Dorothy Skeritt)

## In fuga dai Judoon
- Titolo originale: Fugitive of the Judoon
- Diretto da: Nida Manzoor
- Scritto da: Chris Chibnall, Vinay Patel

### Trama
I Judoon, dei mercenari alieni dalla testa di rinoceronte, piombano a Gloucester in cerca di un fuggitivo alieno. Il Dottore interviene per difendere gli abitanti dalla brutalità dei Judoon e per proteggere Lee e Ruth Clayton, due residenti in cui gli alieni sono convinti di aver trovato il loro ricercato. Nel frattempo Graham, Ryan e Yaz vengono teletrasportati su di un'astronave pilotata da Jack Harkness. Lee si arrende agli alieni, ma viene ucciso da Gat, che ha assoldato i Judoon, mentre il Dottore e Ruth si rifugiano nella Cattedrale di Gloucester venendo però presto circondati dagli alieni. Ruth, spinta da un istintivo lato nascosto, si impossessa di un'arma e sconfigge i Judoon. Un SMS lasciatole da Lee risveglia la memoria di Ruth, che raggiunge così un faro assieme al Dottore.
Incapace di raggiungere il Dottore, Jack Harkness affida ai suoi compagni un messaggio per il futuro in merito a un Cyberman. Jack viene teletrasportato da una forza sconosciuta, mentre i compagni del Dottore ritornano a Gloucester. Ruth trova un pulsante d'allarme nel faro, che si scopre essere lo stesso dispositivo già visto in Natura umana. Lo rompe e si ricorda della sua vera identità, mentre il Dottore, all'esterno, scopre un TARDIS sotterrato. Ruth rivela di essere il Dottore, con il proprio differente TARDIS, ma entrambe non ricordano nulla l'una dell'altra, non potendo quindi essere l'una la rigenerazione dell'altra.
Ruth conduce il proprio TARDIS sull'astronave dei Judoon conducendovi il Dottore, dove scoprono che Gat è anch'essa un Signore del tempo che sta dando la caccia a Ruth per riportarla su Gallifrey. Il Dottore rivela a entrambe la distruzione del loro pianeta natale. Gat, azionando l'arma sottratta a Ruth ma da questa ricalibrata a sua insaputa, viene disintegrata. Licenziati i Judoon, senza il cui committente non hanno più una missione, Ruth riporta il Dottore a Gloucester.
- Guest star: John Barrowman (Capitano Jack Harkness)
- Altri interpreti: Jo Martin (Ruth Clayton/Il Dottore), Ritu Arya (Gat)

## Praxeus
- Titolo originale: Praxeus
- Diretto da: Jamie Magnus Stone
- Scritto da: Chris Chibnall, Pete McTighe

### Trama
Il Dottore e i suoi compagni stanno investigando su un batterio che ricopre il corpo umano di una sostanza cristallina per poi disintegrarlo. Aiutati dall'ex poliziotto Jake, dalla blogger Gabriela e dalla ricercatrice medica Suki, trovano il marito di Jake, Adam, un astronauta britannico dato per scomparso, e che si trova ai primi stadi dell'infezione. Lo trasportano nel laboratorio di Suki, in Madagascar, per valutare come intervenire mentre Yaz e Gabriela esplorano il sito dove hanno trovato Jake, finendo per imbattersi in un teletrasporto alieno. Azionandolo, le due ragazze si ritrovano in un condotto che inizialmente pensano trattarsi di un pianeta alieno.
Il Dottore determina che il batterio è attratto dalle microplastiche e Suki si rivela essere un'aliena, appartenente a una razza devastata dal batterio che loro chiamano Praxeus. Suki è venuta sulla Terra, ideale per la grande quantità di plastica presente nell'ambiente, per usarla come laboratorio al fine di trovare una cura. Il Dottore sperimenta una cura usando Adam come cavia, che guarisce fornendo così un antidoto all'infezione per gli esseri umani. Trasportando il TARDIS dove si trovano Yaz e Gabriela, il dottore constata che si tratta di una costruzione aliena sita sul fondo dell'Oceano Indiano, sotto una chiazza di rifiuti di plastica. Lì si trova anche la nave aliena al cui interno vi è Suki, all'ultima fase dell'infezione da Praxeus, ma il Dottore non riesce a impedirne la morte in quanto la cura non funziona sulla sua specie.
Il Dottore programma l'astronave perché disperda l'antidoto nell'atmosfera, ma il pilota automatico si inceppa. Jake decide di sacrificarsi pilotandola, venendo però salvato all'ultimo dall'intervento del Dottore che lo avvolge con il TARDIS. Il Dottore lascia Jake e Adam, la cui crisi coniugale è ora appianata, che decidono di viaggiare per il mondo assieme a Gabriela.
- Altri interpreti: Warren Brown (Jake Willis), Matthew McNulty (Adam Lang), Joana Borja (Gabriela Camera), Molly Harris (Suki Cheng), Gabriela Toloi (Jamila Velez)

## Puoi sentirmi?
- Titolo originale: Can You Hear Me?
- Diretto da: Emma Sullivan
- Scritto da: Chris Chibnall, Charlene James

### Trama
Il Dottore permette ai propri compagni di far ritorno alle proprie dimore, dove però tutti e tre cominciano ad avere esperienze soprannaturali. Graham ha la visione di una ragazza imprigionata in una sfera tra due pianeti in collisione che gli chiede di aiutarla; a Ryan appare una misteriosa figura maschile che fa sparire il suo amico Tibo; Yaz vede una donna sconosciuta nei suoi ricordi. Nel TARDIS il Dottore riceve un segnale dall'Aleppo del XIV secolo, che raggiunge incontrandovi una ragazza di nome Tahira, che è perseguitata da un enorme mostro peloso.
Recuperati i suoi compagni, il Dottore usa le visioni di Graham per tracciare la sorgente degli incubi e il TARDIS li trasporta a bordo di un'astronave nel futuro pilotata da un mitico dio immortale chiamato Zellin. Sconosciuto al Dottore, Zellin imprigiona i compagni del Dottore e Tahira e usa l'istinto del dottore per liberare la ragazza, che si rivela essere un altro dio immortale degli incubi chiamata Rakaya.
Alla fine il Dottore salva i propri compagni usando la tecnologia dei due esseri immortali contro di loro, tornando a imprigionarli nella sfera assieme al mostro di Tahira. Ritornati sulla Terra, Yaz ripaga un vecchio debito alla poliziotta che incontrò tre anni prima e di cui aveva dimenticato l'esistenza.
- Altri interpreti: Aruhan Galieva (Tahira), Ian Gelder (Zellin), Clare-Hope Ashitey (Rakaya), Buom Tihngang (Tibo), Bhavnisha Parmar (Sonya Khan)

## I fantasmi di Villa Diodati
- Titolo originale: The Haunting of Villa Diodati
- Diretto da: Emma Sullivan
- Scritto da: Maxine Alderton

### Trama
Il Dottore porta i suoi compagni nel giugno del 1816, in Svizzera, sul Lago di Ginevra, a Villa Diodati, dove si trovano riuniti Lord Byron, John Polidori, Mary e Percy Shelley. Costoro, per passare il tempo, dato il clima inclemente a causa dell'eruzione del vulcano Tambora, che provocò il cosiddetto "anno senza estate", si raccontano storie di fantasmi. Da questi ne scaturiranno i racconti Il vampiro di John Polidori e Frankenstein o il moderno Prometeo di Mary Shelley, creando così il romanzo gotico.
Ma la villa sembra infestata dai fantasmi e il bambino di Mary e Percy Shelley è scomparso. Una figura spettrale luminescente compare sul lago e poi si materializza in casa rivelando di essere un Cyberman incompleto di nome Ashad alla ricerca dello scomparso Cyberium, la raccolta della conoscenza dei Cybermen. Il Dottore trova Percy, scoprendo che aveva trovato il Cyberium per primo che lo aveva fatto impazzire e che aveva creato i fantasmi per prevenirne la scoperta. Nonostante l'avvertimento di Jack Harkness, il Dottore estrae il Cyberium da Percy e lo restituisce ad Ashad, che ritorna al futuro. Il Dottore e i suoi compagni ritornano al TARDIS mentre Mary viene ispirata da Ashad, che lei definisce "questo moderno Prometeo", a scrivere una storia.
- Altri interpreti: Jacob Collins-Levy (Lord Byron), Lili Miller (Mary Shelley), Maxim Baldry (John Polidori), Lewis Rainer (Percy Shelley), Patrick O'Kane (Ashad), Nadia Parkes (Claire Clairmont)

## L'ascensione dei Cybermen
- Titolo originale: Ascension of the Cybermen
- Diretto da: Jamie Magnus Stone
- Scritto da: Chris Chibnall

### Trama
Il Dottore e i suoi compagni arrivano all'ultimo avamposto dell'umanità in un lontano futuro, in tempo per proteggere i sopravvissuto da un'ondata di attacco di droni Cybermen, nonostante alcuni umani vengano uccisi. Graham e Yaz seguono gli altri sopravvissuti che fuggono per mettersi in salvo a bordo della loro astronave, mentre il Dottore, Ryan ed Ethan, uno dei sopravvissuti, viaggiano per trovare Ko Sharmus, conosciuto come l'ultima speranza dell'umanità. Scoprono così che Ko Sharmus è una persona che svolge il ruolo di traghettatore, permettendo agli esseri umani di fuggire attraverso un portale fino all'altra parte dell'universo per mettersi in salvo.
A bordo dell'astronave umana, i passeggeri attraversano un campo di battaglia pieno di detriti e resti di Cybermen e attracca a un apparentemente abbandonato cargo Cybermen. Scoprono troppo tardi che Ashad e un gruppo di Cyberguerrieri sono appena arrivati, prendendo il controllo del mezzo dirigendolo contro il dottore e risvegliando un gruppo di Cybermen in stasi. Yaz contatta il Dottore per informarla della loro situazione, mentre Ko Sharmus apre il portale sulle rovine di Gallifrey, che sconvolge il Dottore. Il Maestro salta attraverso il portale e dice al dottore che deve spaventarsi perché ogni cosa sta per cambiare per sempre.
- Guest star: Sacha Dhawan (Il Maestro)
- Altri interpreti: Patrick O'Kane (Ashad), Ian McElhinney (Ko Sharmus)

## I bambini senza tempo
- Titolo originale: The Timeless Children
- Diretto da: Jamie Magnus Stone
- Scritto da: Chris Chibnall

### Trama
Il Maestro impone al Dottore di seguirlo su Gallifrey, dove lo imprigiona nella Matrice. Mentre si trova nella Matrice, il Maestro gli rivela il suo vero passato: il Dottore è in realtà un bambino di un'altra dimensione adottato da una donna Shobogan di nome Tecteun. Dopo alcuni anni, Tecteun scoprì la capacità del bambino di rigenerarsi, utilizzandolo come cavia per trasferire tale capacità al proprio popolo, creando così l'élite dei Signori del Tempo che vivevano nella Cittadella.
Nel frattempo il Maestro contatta Ashad per condurre i Cybermen a Gallifrey, miniaturizza Ashad e si impossessa del Cyberium. Utilizzando i corpi dei Signori del Tempo che egli stesso aveva ucciso, dà vita a una nuova razza di Cybermen capaci di rigenerarsi e quindi indistruttibili, con cui intende conquistare l'universo.
Al contempo Yaz e Graham si riuniscono a Ryan e gli altri umani sopravvissuti e seguono i Cybermen a Gallifrey. Con l'aiuto di Ruth (una sua passata rigenerazione dimenticata), il Dottore riesce a fuggire dalla Matrice, trasmettendo le sue vecchie e nuove memorie. Ritornata nella camera, il Dottore si impossessa della miniatura di Ashad, che incorpora un'arma in grado di distruggere tutta la vita biologica del pianeta, che intende usare per sconfiggere il maestro e i suoi guerrieri.
Messi in salvo i suoi compagni a bordo di un TARDIS, si prepara a far detonare l'ordigno, ma viene raggiunta da Ko Sharmus, che ne prende il posto, facendo detonare la bomba. I compagni ritornano così sulla terra con un TARDIS camuffato da casa, mentre il Dottore si mette in salvo a bordo di un altro TARDIS camuffato da albero. Ritornata a bordo del proprio TARDIS, il Dottore viene raggiunta da un gruppo di Judoon e arrestata, venendo confinata in una distante prigione nello spazio.
- Guest Star: Sacha Dhawan (Il Maestro)
- Altri interpreti: Patrick O'Kane (Ashad), Ian McElhinney (Ko Sharmus), Jo Martin (Ruth Clayton/Il Dottore),